# Gliese 250
Gliese 250 è una stella binaria di magnitudine apparente +6,58 situata nella costellazione dell'Unicorno. Si trova a poco meno di 30 anni luce dal Sistema solare ed è formata da due stelle di sequenza principale; una è una nana arancione di classe K3 V, mentre l'altra è una debole nana rossa di tipo M2.5 V, distante dalla principale 58 secondi d'arco, che alla distanza alla quale si trova il sistema, corrispondono a circa 500 UA.